# Analiza costurilor non-calității
Analiza costurilor non-calității sau analiza costurilor referitoare la calitate reprezintă o modalitate de a studia diagrama flux (diagrama de proces) a unui proces pentru a identifica problemele potențiale referitoare la calitate. Costurile non-calității au fost denumite tradițional „costurile calității”, însă din ce în ce mai frecvent, în locul ultimului termen se folosește expresia „costurile non-calității” pentru a sublinia că „non-calitatea” este cea care generează costuri și nu calitatea.
Costurile non-calității sunt pierderi de costuri de oportunitate, de timp și de bani, asociate cu furnizarea de produse sau servicii de slabă calitate, care rezultă din efectuarea necorespunzătoare a lucrurilor. O analiză a acestor costuri oferă o posibilitate de evaluare a eficienței managementului calității și un mijloc de a determina domeniile cu probleme, oportunitățile, economiile potențiale și prioritățile de acțiune. O astfel de analiză oferă o viziune critică asupra etapelor individuale ale unui proces, pentru a găsi oportunități de îmbunătățire.

## Situații de utilizare
Aceste analize de costuri referitoare la calitate sunt utilizate:
- pentru planificarea calității și asigurarea calității produselor și serviciilor;
- atunci când se realizează o diagramă flux a unui proces, pentru a asigura că sunt incluse activitățile privind costurile non-calității;
- dacă a fost realizată o diagramă flux a unui proces, pentru a identifica probleme, cauze potențiale și zone în care pot fi concentrate eforturi de îmbunătățire.

## Conținutul costurilor non-calității
În problematica costurilor non-calității au fost propuse patru categorii de costuri:
- costurile defectărilor interne: sunt costuri asociate cu defectele găsite înainte ca clientul să primească produsul sau serviciul;
- costuri de defectare externă: sunt costuri asociate  cu defectări identificate după ce clientul primește produsul sau serviciul;
- costuri de evaluare : costurile implicate pentru a determina gradul de conformitate cu cerințele de calitate;
- costuri de prevenire: sunt costuri implicate pentru a menține la minimum costurile pentru preîntâmpinarea apariției defectărilor și pentru evaluare.

Valoarea totală a costurilor non-calității se obține prin însumarea celor patru categorii de costuri menționate mai înainte.
Costurile defectărilor interne sunt asociate cu remedierea defectelor descoperite înainte ca produsul sau serviciul să fie livrat clientului. Aceste costuri apar atunci când rezultatele lucrărilor nu reușesc  să atingă standardele de calitate prevăzute în proiect. Acest costuri ar putea include:
- pierderi: efectuarea unor lucrări care nu sunt necesare sau menținerea de stocuri ca rezultat al slabei organizări;
- rebuturi: produse defecte sau material defect care nu pot fi reparate, utilizate sau vândute; produse declasate;
- reprelucrări sau rectificări: corectarea materialelor defecte sau a erorilor;
- întreruperea procesului de producție din cauza neconformităților materiilor prime sau materialelor.

Costurile de defectare externă sunt costuri atrase pentru remedierea defectelor descoperite de clienți și când acestea nu sunt detectate până la transferul la clienți. Aceste costuri ar putea include:
- costuri pentru reparații și service, atât la produse returnate cât și la cele de pe teren;
- reclamații ale clienților în perioada de garanție și post-garanție: produse defectate care sunt înlocuite sau servicii care sunt re-efectuate în timpul garanției;
- retururi: manipularea și investigarea produselor respinse sau rechemate la producător, inclusiv costurile pentru transport.

În această categorie (a defectării externe) pot fi incluse și despăgubirile pentru daune aduse clienților sau penalizări pentru întârzierea livrării.
Costuri de prevenire sunt implicate pentru prevenirea sau evitarea problemelor de calitate. Sunt asociate cu proiectarea, implementarea și mentenanța sistemului de management al calității. Aceste costuri sunt planificate și implicate înainte de operarea reală și ar putea include:
- cerințe pentru produse sau servicii: stabilirea specificațiilor pentru materialele de intrare, procese, produse finite și servicii;
- planificarea calității : crearea planurilor calității, planuri pentru fiabilitate, planuri de operațiuni, planuri de producție și planuri de inspecție (control);
- asigurarea calității: crearea și mentenanța sistemului calității;

- instruire: dezvoltarea, pregătirea și mentenanța programelor; instruirea personalului în domeniul calității.

Costuri de evaluare: pentru măsurarea și monitorizarea activităților referitoare la calitate. Acestea sunt asociate cu evaluarea de către furnizori și clienți a materialelor (de exemplu, încercări), a produselor achiziționate, pentru a se obține asigurarea că sunt conforme cu specificațiile. Aceste costuri de evaluare ar putea include:
- verificări ale materialelor de intrare (inputuri), reglarea mașinilor în procese, față de specificații agreate; în servicii

un exemplu poate fi verificarea sau contrasemnarea unui document;
- audituri ale calității pentru a verifica faptul că sistemul calității funcționează corect;
- clasarea furnizorilor: evaluarea și aprobarea furnizorilor de produse și servicii.

## Analiza costurilor
Costurile referitoare la calitate trebuie să fie o măsură reală a eforturilor pentru calitate și acestea sunt cel mai bine determinate într-o analiză a costurilor non-calității. Pentru analiza costurilor non-calității se poate folosi o astfel de procedură:
- Se realizează o diagramă detaliată a procesului care descrie etapele acestuia.
- Se identifică etapele procesului care generează costuri ale non-calității: costuri de defectări interne, costuri de defectări externe, costuri de evaluare, costuri de prevenție.
- Prin această analiză se pot identifica toate formele de „pierderi” referitoare la calitate din cadrul procesului.
- Pe baza analizei se pot alcătui programe eficace de îmbunătățire a calității, diminuând substanțial costurile non-calității, și aducând astfel o contribuție directă la profiturile organizației.